# MARS-戰神
《MARS-戰神》（MARS）是日本漫畫家惣領冬實所創作的日本漫畫作品。於漫畫雜誌《別冊FRIEND》（講談社）1996年2月号到2000年12月號期間進行連載。外傳1話於同誌1999年9月號刊載。單行本全15卷，外傳《無名馬（名前のない馬）》全1卷、文庫版全8卷（包含外傳）。
及根據同名漫畫改編的電視劇。

## 出版書籍
| 卷數 | 講談社         | 講談社                 | 東立出版社     | 東立出版社         |
| 卷數 | 發售日期       | ISBN                   | 發售日期       | ISBN               |
| ---- | -------------- | ---------------------- | -------------- | ------------------ |
| 1    | 1996年5月10日  | ISBN 978-4-06-303030-3 | 1997年4月5日   | ISBN 957-34-4617-0 |
| 2    | 1996年9月11日  | ISBN 978-4-06-303041-9 | 1997年5月15日  | ISBN 957-34-4618-9 |
| 3    | 1997年1月10日  | ISBN 978-4-06-303054-9 | 1997年8月10日  | ISBN 957-34-5394-0 |
| 4    | 1997年5月10日  | ISBN 978-4-06-303065-5 | 1998年1月20日  | ISBN 957-34-5395-9 |
| 5    | 1997年9月10日  | ISBN 978-4-06-303076-1 | 1998年4月25日  | ISBN 957-34-6618-X |
| 6    | 1998年1月10日  | ISBN 978-4-06-303095-2 | 1998年8月15日  | ISBN 957-34-6619-8 |
| 7    | 1998年5月11日  | ISBN 978-4-06-303106-5 | 1999年1月15日  | ISBN 957-34-7517-0 |
| 8    | 1998年9月9日   | ISBN 978-4-06-303126-3 | 1999年2月25日  | ISBN 957-34-7518-9 |
| 9    | 1999年1月9日   | ISBN 978-4-06-303140-9 | 1999年8月20日  | ISBN 957-34-8376-9 |
| 10   | 1999年5月11日  | ISBN 978-4-06-303153-9 | 1999年11月30日 | ISBN 957-34-8377-7 |
| 11   | 1999年9月10日  | ISBN 978-4-06-303166-9 | 2000年2月25日  | ISBN 957-34-9246-6 |
| 12   | 2000年2月8日   | ISBN 978-4-06-303181-2 | 2000年6月27日  | ISBN 957-34-9247-4 |
| 13   | 2000年7月11日  | ISBN 978-4-06-303199-7 | 2000年10月19日 | ISBN 957-731-436-8 |
| 14   | 2000年10月11日 | ISBN 978-4-06-341208-6 | 2001年1月20日  | ISBN 957-731-437-6 |
| 15   | 2000年12月11日 | ISBN 978-4-06-341217-8 | 2001年5月10日  | ISBN 957-699-308-3 |

- MARS外傳─無名馬（MARS外伝 名前のない馬）

| 卷數 | 講談社        | 講談社                 | 東立出版社   | 東立出版社         |
| 卷數 | 發售日期      | ISBN                   | 發售日期     | ISBN               |
| ---- | ------------- | ---------------------- | ------------ | ------------------ |
| 全   | 1999年12月7日 | ISBN 978-4-06-303178-2 | 2000年5月5日 | ISBN 957-34-9562-7 |

文庫版 (台灣譯為愛藏版)
| 卷數 | 講談社         | 講談社                 | 東立出版社     | 東立出版社                           |
| 卷數 | 發售日期       | ISBN                   | 發售日期       | ISBN                                 |
| ---- | -------------- | ---------------------- | -------------- | ------------------------------------ |
| 1    | 2006年10月12日 | ISBN 978-4-06-370355-9 | 2024年6月17日  | ISBN 978-626-02-1272-8（首刷限定版） |
| 2    | 2006年10月12日 | ISBN 978-4-06-370356-6 | 2024年7月18日  | ISBN 978-626-02-1273-5（首刷限定版） |
| 3    | 2006年11月10日 | ISBN 978-4-06-370383-2 | 2024年8月19日  | ISBN 978-626-02-1274-2（首刷限定版） |
| 4    | 2006年11月10日 | ISBN 978-4-06-370384-9 | 2024年9月16日  | ISBN 978-626-02-1275-9（首刷限定版） |
| 5    | 2006年12月12日 | ISBN 978-4-06-370400-6 | 2024年10月17日 | ISBN 978-626-02-1276-6（首刷限定版） |
| 6    | 2006年12月12日 | ISBN 978-4-06-370401-3 | 2024年11月14日 | ISBN 978-626-02-1277-3（首刷限定版） |
| 7    | 2007年1月12日  | ISBN 978-4-06-370411-2 | 2024年12月13日 | ISBN 978-626-02-1278-0（首刷限定版） |
| 8    | 2007年1月12日  | ISBN 978-4-06-370412-9 | 2025年2月13日  | ISBN 978-626-02-1279-7（首刷限定版） |

## 日本電視劇
2016年的日本電視劇，由藤谷太輔、窪田正孝主演。

### 演員陣容

#### 主要角色
| 角色     | 演員     | 暱稱/職業/介紹                                           | 登場集數     |
| 樫野零   | 藤谷太輔 | 零 18歲，高三生 樫野聖雙胞胎哥哥，與綺羅相愛，被桐島喜歡 | 全劇、電影版 |
| 桐島牧生 | 窪田正孝 | 桐島 16歲，高一生 愛慕零，曾經殺過人                     | 全劇、電影版 |

#### 其他角色
| 角色     | 演員       | 介 紹                                                                                   | 登場集數                     |
| 麻生綺羅 | 飯豐萬理江 | 綺羅 17歲，高二生 與樫野零相戀                                                          | 全劇、電影版                 |
| 木田達也 | 稻葉友     | 達也 17歲，綺羅高中同學 曾喜歡過綺羅，後與晴美在一起                                    | 全劇、電影版                 |
| 杉原晴美 | 山崎紘菜   | 晴美 17歲，高二生 樫野零同學和前女友之一 曾很喜歡樫野零，後與綺羅成為好友，與達也在一起 | 全劇、電影版                 |
| 西野香織 | 鈴木優華   |                                                                                         | 第1話- 第2話、第4話 - 第10話 |
| 齊藤瞳   | 田原可南子 |                                                                                         | 第1話- 第2話、第4話 - 第10話 |
| 吉岡保   | 黃川田將也 | 英語教師 對麻生綺羅意圖不軋，於是被樫野零逼得轉校                                       | 第1話 - 第5話                |
| 倉澤尚也 | 渡辺佑太朗 | 畫畫天分備受矚目的高三生，但因為不堪被眾人期待的壓力而把麻生綺羅的畫盜為己有            | 第3話 - 第4話                |
| 樫野聖   | 前田公輝   | 樫野零雙胞胎弟弟，17歲自殺身亡                                                          | 第5話 - 第10話、電影版       |
| 櫻澤詩織 | 福原遙     | 樫野零及樫野聖二人分別的前女友                                                          | 第5話 - 第10話、電影版       |
| 野口昭夫 | 水野智則   |                                                                                         | 全劇                         |

### 放送列表
| 各話          | 放送日期 （日本電視台） | 標題                                                                                         | 監督     |
| ------------- | ----------------------- | -------------------------------------------------------------------------------------------- | -------- |
| 1             | 1月24日                 | 運命的な出会いをした零とキラ。 そんな二人の前に、キラにセクハラをする教師が現れ…。           | 耶雲哉治 |
| 2             | 1月31日                 | 零に近づいたことで、女子に妬まれるキラ。 追い詰められたキラを助けにきたのは…。               | 耶雲哉治 |
| 3             | 2月07日                 | 盗作されたキラの大切な絵。その絵をめぐり、 零が見せたことのない一面を見せる…。               | 耶雲哉治 |
| 4             | 2月14日                 | 零からキラに突然告げられた別れ。 さらに、ある事件で、牧生が零に衝撃の行動を…。               | 耶雲哉治 |
| 5             | 2月21日                 | 牧生から、零の悲しい過去を聞いたキラ。 そんなある日、突如キラの前にあの男が現れ…。           | 神徳幸治 |
| 6             | 2月28日                 | 元カノ・しおりの登場に、キラとの間で揺れる零。 しおりの言動はエスカレートし、零がまさかの…。 | 神徳幸治 |
| 7             | 3月06日                 | 元カノ・しおりの存在に、すれ違う零とキラ。 そこへ、牧生がキラに本心を告白し…。               | 神徳幸治 |
| 8             | 3月13日                 | 弟・聖の死の真相を思い出した零。 そして、牧生の隠された真実が明らかに…。                     | 神徳幸治 |
| 9             | 3月20日                 | 牧生が語る、すべての真実。 零への歪んだ愛情が、キラへの憎しみを生み…。                       | 耶雲哉治 |
| 10 （最終回） | 3月27日                 | 明らかになる弟・聖の死の真相。 零への思いが限界に達し、牧生はある決意を固める…               | 耶雲哉治 |

## 電影版
於2016年2月15日由公佈原班人馬以漫畫的最終章為內容開拍電影版，並預定於同年6月18日公映。

### 演員
- 樫野零 - 藤谷太輔（Kis-My-Ft2）
- 桐島牧生 - 窪田正孝
- 麻生キラ - 飯豐萬理江
- 杉原晴美 - 山崎紘菜
- 木田達也 - 稲葉友
- 樫野聖 - 前田公輝
- 桜沢しおり - 福原遥
- 中嶋宏美 - 足立梨花

### 工作人員
- 脚本 - 大石哲也
- 監督 - 耶雲哉治
- 音樂 - 牧戶太郎
- 主題歌 - Kis-My-Ft2「Gravity」
- 製作總指揮 - 澤桂一
- 執行製作人 - 黑崎太郎、古野千秋、茶之前香
- 製作統括 - 八木元
- 企画製作人 - 植野浩之
- 製作人 -渡部智明、坂下哲也、森田美櫻
- 制作擔任 - 丸山昌夫
- 台詞製作人 - 鶴岡智之
- 制作人 - 代情明彦
- 企画製作 - 日本電視台電視網
- 制作 - AX-ON
- 制作協力 - AOI Pro.
- 發行 - Show Gate
- 製作 - 劇場版「MARS～只是愛著你～」製作委員會（日本電視台電視網、VAP、博報堂DY Music & Pictures、講談社、AOI Pro.、讀賣電視台、中京電視台、札幌電視台、福岡放送）